# Лао (село)
Ла́о (ест. Lao küla) — село в Естонії, у волості Тистамаа повіту Пярнумаа.

## Населення
Чисельність населення на 31 грудня 2011 року становила 29 осіб.

## Географія

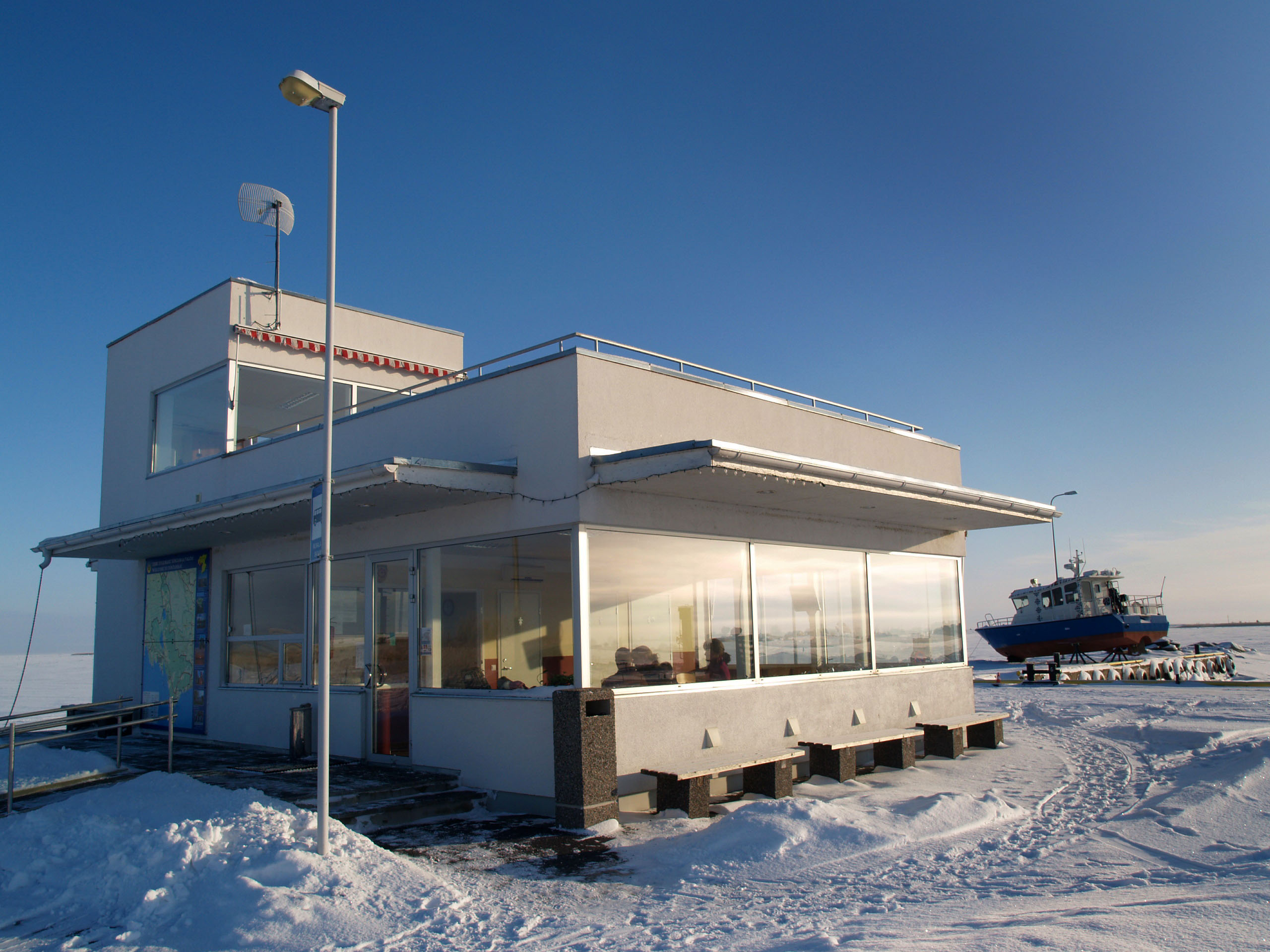
Гавань Муналайд взимку

Село розташоване на південному краї півострова Тистамаа, на березі Ризької затоки. Село має пристань у гавані Муналайд, звідки курсує пором до островів Кігну та Манілайд.
Від села починається автошлях 130 (Поотсі — Лао).